# Cyllognatha surajbe
Espèce
Cyllognatha surajbe est une espèce d'araignées aranéomorphes de la famille des Theridiidae.

## Systématique
L'espèce Cyllognatha surajbe a été décrite en 1972 par les arachnologistes indiens Bhikhabhi Harmanbhai Patel (d) et H. K. Patel (d)

## Distribution
Cette espèce est endémique du Gujarat en Inde,.

## Publication originale
- (en) B. H. Patel et H. K. Patel, « New species of Cyllognatha Koch and Thwaitesia Cambridge (Theridiidae : Araneida) from Gujarat, India », Oriental Insects, Taylor & Francis, vol. 6, no 3,‎ juillet 1972, p. 293-297 (ISSN 0030-5316 et 2157-8745, DOI 10.1080/00305316.1972.10434078).